# Paraskeva Římská
Svatá Paraskeva Římská byla starověká římská mučednice. Její svátek je slaven 26. července.

## Život

### Mládí
Paraskeva se narodila ve vesnici poblíž Říma, pravděpodobně za vlády římského císaře Hadriana (117-138 n. l.). Její rodiče, Agathon a Politia, byli křesťané řeckého původu  a mnoho let se modlili, aby měli dítě. Politia porodila v pátek, v den připomínky utrpení Ježíše Krista. Pojmenovali proto holčičku Paraskeva (Παρασκευή), což v řečtině znamená pátek. Z Paraskevy vyrostla zbožná a sečtělá žena, která odmítla mnoho nápadníků.
Po smrti rodičů rozdala veškerý svůj majetek a stala se hlavou křesťanského společenství mladých panen a vdov.  Začala také kázat křesťanskou víru  a ve věku 30 let opustila Řím a sloužila v mnoha městech a vesnicích.

### Pronásledování
Ve vesnici Therapia v Konstantinopoli byla zatčena vojáky císaře Antonina Pia a postavena před soud. Obviněna byla z rouhání a z toho, že její slova byla příčinou všech katastrof, které impérium nedávno postihly. Antoninus Pius se ji pokusil přesvědčit, aby odsoudila svou víru, a dokonce jí nabídl, že se s ní ožení. Paraskeva odmítla a byla mučena tím, že jí na hlavu nasadili ocelovou přilbu lemovanou hřebíky a utáhli ji pomocí svěráku. Zdálo se, že na ni nepůsobí žádná bolest, a její vytrvalost přiměla mnohé konvertovat ke křesťanství. Nakonec Antoninus Pius požadoval, aby byla ponořena do kotle se žhavým olejem a dehtem. I odtud však vyvázla bez újmy. Když byla obviněna z používání magie, odpověděla tím, že císařovi hodila žíravinu do tváře. Byl oslepen a zoufale ji žádal o pomoc. Antoninus Pius znovu získal zrak. Tento zázrak ho přiměl, aby konvertoval ke křesťanství a Paraskevu osvobodil. Poté už křesťany nepronásledoval.
Po smrti Antonina Pia se však za císaře Marka Aurelia zákony změnily. Mor zasáhl římský lid a mnozí, včetně Marca Aurelia, považovali křesťany za zodpovědné za hněv bohů. Paraskeva byla znovu zatčena, a to ve městě, jehož vládce Asclepius ji nechal vhodit do jámy s velkým hadem. Paraskeva však udělala znamení kříže a had padl mrtvý. Stejně jako u Antonina Pia Paraskevin zázrak obrátil Asklépia ke křesťanství a on ji propustil. Pokračovala v cestování z města do města a dál kázala křesťanskou víru.

### Smrt
Nakonec byla Paraskeva zatčena římským úředníkem jménem Tarasius a převezena do Apollónova chrámu. Při vstupu do chrámu udělala znamení kříže a všechny modly v chrámu byly zničeny. Místo aby se přihlížející obrátili ke křesťanství, rozzuřili se a Paraskevu zbili. Taracius ji pak nechal popravit stětím.

Pravoslavné fresky, zobrazující významné okamžiky z jejího života
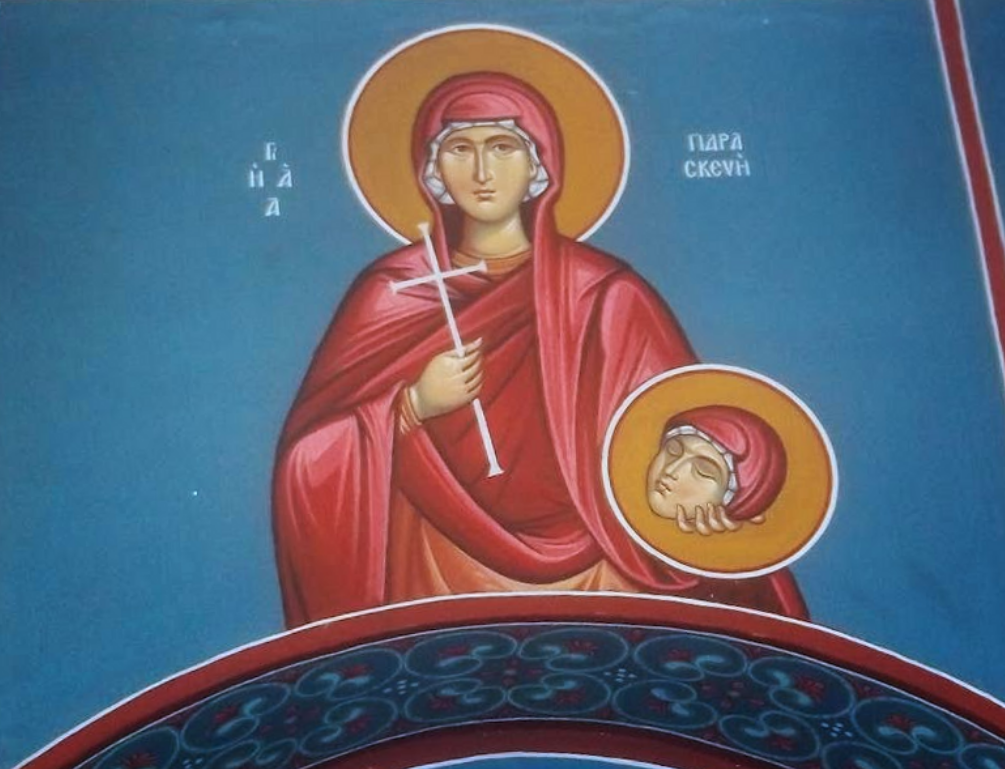
Freska, zobrazující sv. Paraskevu
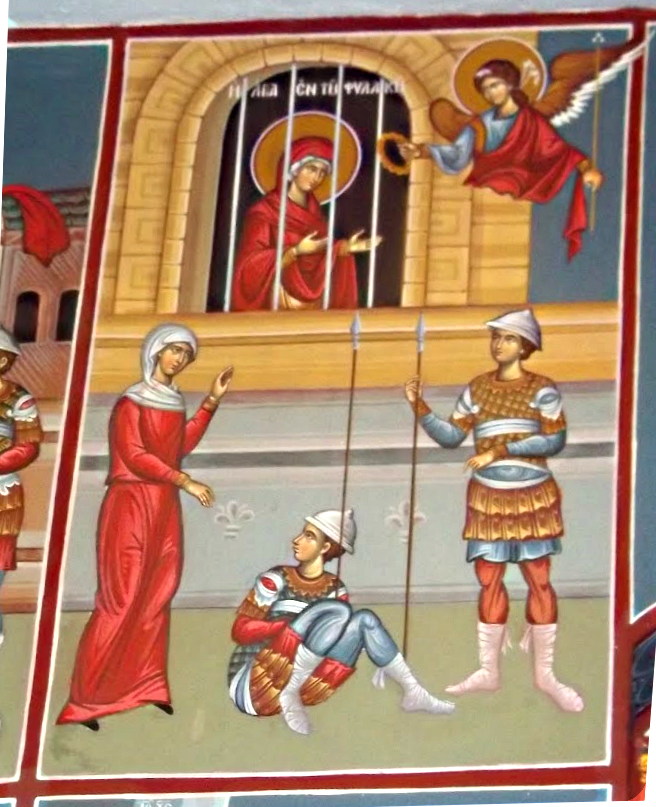
Sv. Paraskevě se zjevil anděl, když byla vězněna
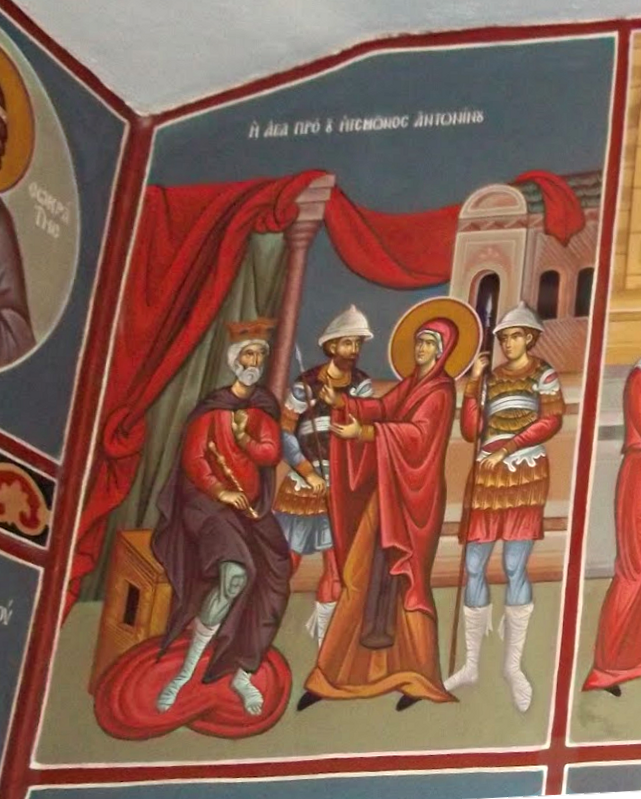
Sv. Paraskeva léčí císaři Antoniu Piovi zrak
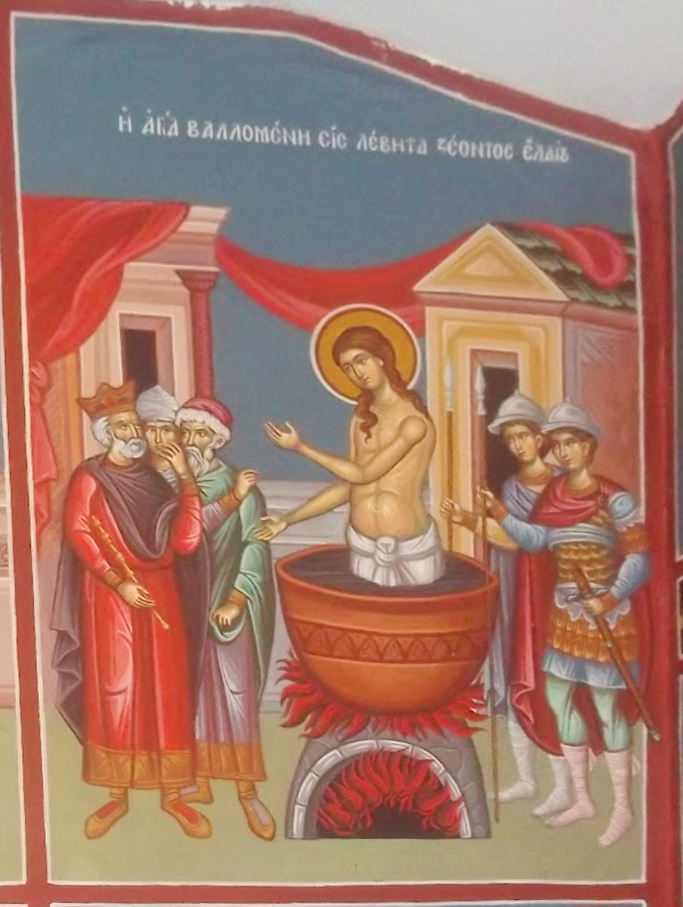
Sv. Paraskeva mučena v kotlíku se žhavou tekutinou
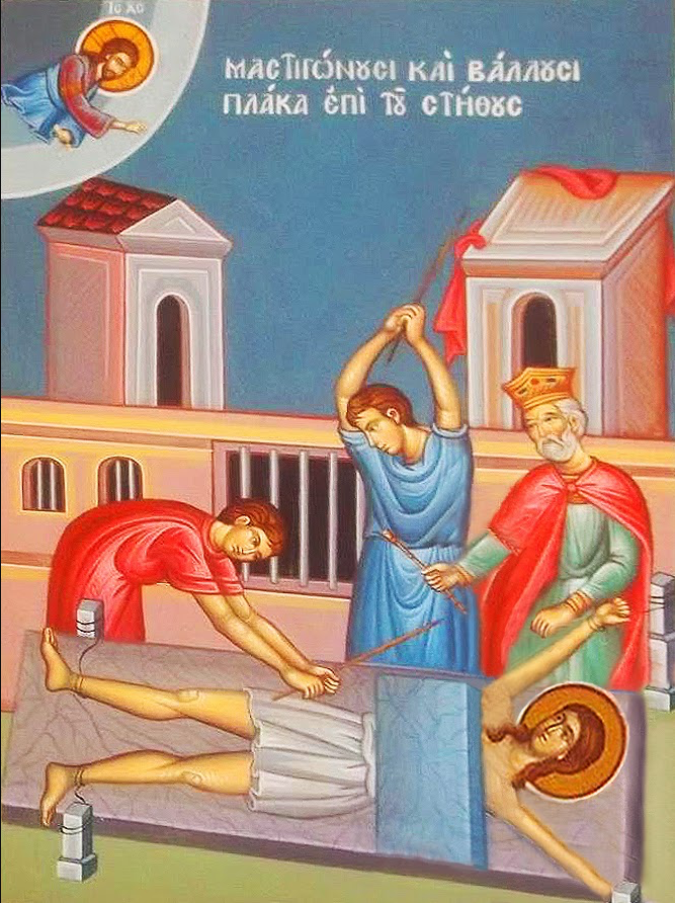
Sv. Paraskeva mučena bičováním
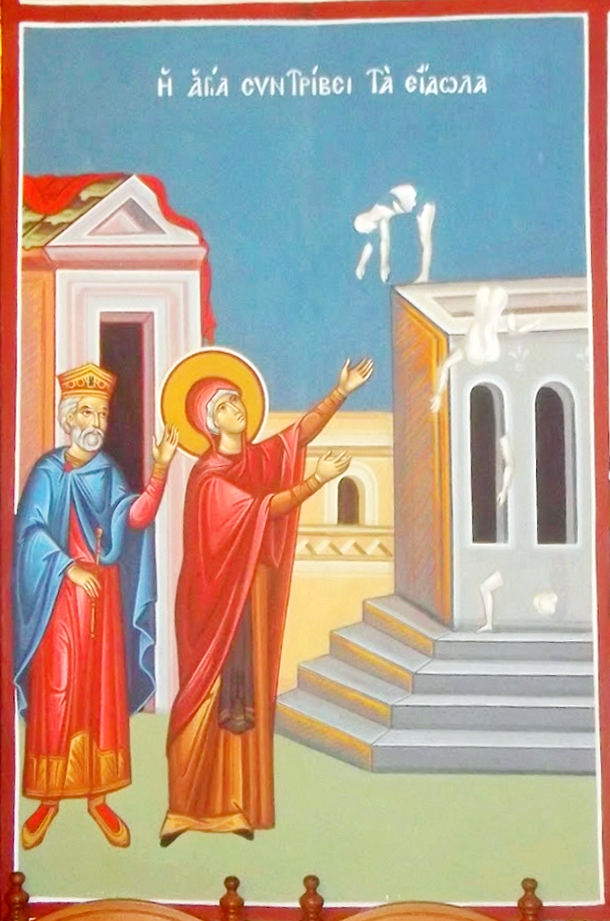
Sv. Paraskeva se pomodlila před pohanským chrámem a všechny modly v něm se rozbily
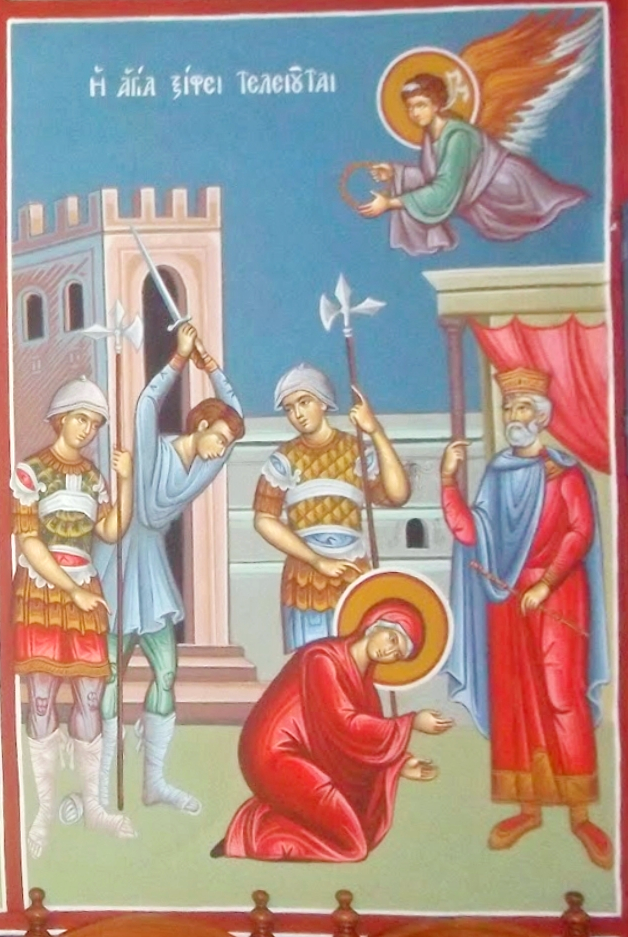
Stětí sv. Paraskevy

## Odkazy

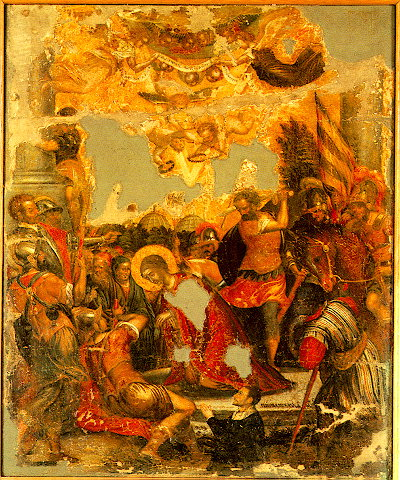
Stětí sv. Paraskevy